# Тулуза — Бланьяк
Аэропо́рт Тулу́за — Бланья́к (фр. Aéroport de Toulouse — Blagnac) находится на юге Франции, на северо-западе Тулузы (примерно в 7 км от центра города), к западу от тулузского пригорода Бланьяк.
В 2011 году аэропорт обслужил 6.99 млн пассажиров (6 место во Франции, 58 — в Европе).
В непосредственной близости от аэропорта расположен авиазавод, принадлежащий компании Airbus.

## Авиакомпании
По состоянию на осень 2017 года регулярные рейсы из аэропорта совершали следующие авиакомпании:
- Aegean Airlines
- Aer Lingus
- Air Algérie
- Air Arabia
- Air Corsica
- Air France
- Air Transat
- ASL Airlines France
- British Airways
- Brussels Airlines
- EasyJet
- Eurowings
- HOP!
- Iberia
- Iberia Express
- Jet2.com
- KLM
- Lufthansa
- Nouvelair
- Royal Air Maroc
- Ryanair
- TAP Portugal
- TUIFly
- Tunisair
- Turkish Airlines
- Twin Jet
- Volotea
- Vueling Airlines
- Volotea

## Статистика
Данные из запроса в Викиданные.

## Транспорт
Автобусная линия связывает аэропорт с центром Тулузы, интервал движения автобусов — 20 минут. Дважды в день ходит автобус в Андорру.